# Ampelisca pusilla
Ampelisca pusilla is een vlokreeftensoort uit de familie van de Ampeliscidae. De wetenschappelijke naam van de soort werd in 1895 voor het eerst geldig gepubliceerd door Georg Ossian Sars.